# David Štípek
David Štípek (* 31. květen 1992, Nýřany) je český fotbalový záložník a bývalý mládežnický reprezentant, od července 2016 působící v klubu FC Fastav Zlín.

## Klubová kariéra
S fotbalem začal v rodném TJ DIOSS Nýřany, poté přestoupil v průběhu mládeže do FC Viktoria Plzeň.

### FC Viktoria Plzeň

#### Sezóna 2011/12
V létě 2011 se dostal do prvního týmu Plzně. Zde debutoval 12. listopadu 2011 v utkání domácího poháru proti Sokolovu, na hřiště nastoupil v 80. minutě, zápas skončil výhrou hostující Plzně 3:1.
V sezóně 2011/12 jej trenér Pavel Vrba nasadil v evropských pohárových utkáních, aniž by Štípek absolvoval jediný ligový zápas.

#### Sezóna 2012/13
Štípek se poté trefil 2. srpna 2012 v úvodním duelu 3. předkola Evropské ligy 2012/13 proti polskému týmu Ruch Chorzów (výhra Plzně 2:0 v Chorzowě). V 79. minutě přízemní střelou podél brankáře skóroval rozhodující gól na 1:0.
V Gambrinus lize (sezóna 2012/13) debutoval 5. srpna 2012 v utkání 2. kola proti Jihlavě (1:1). Premiérový gól si připsal ve svém sedmém zápase (17. listopad 2011, 15. ligové kolo, poslední v podzimní části sezóny). V 60. minutě přišel na hřiště v utkání proti Liberci a o 2 minuty později skóroval střelou po zemi po přihrávce Michala Ďuriše. Ačkoli byl v ofsajdu, rozhodčí gól uznali. Plzeň dokázala otočit zápas a zvítězit 2:1, i když hrála od 43. minuty oslabena o vyloučeného Václava Procházku. 26. května 2013 v předposledním ligovém kole vstřelil jako střídající hráč jediný gól Plzně při prohře s Libercem 1:2. Sezónu 2012/13 Gambrinus ligy završil ziskem ligového titulu, Plzeň porazila 1. června v posledním 30. kole sestupující FC Hradec Králové 3:0 a udržela si dvoubodový náskok před největším konkurentem Spartou Praha.
V základní skupině B Evropské ligy 2012/13 byla Plzeň přilosována k týmům Atlético Madrid (Španělsko), Hapoel Tel Aviv (Izrael) a Académica de Coimbra (Portugalsko). Štípek zasáhl do utkání 4. října s Atléticem Madrid, když nastoupil na několik posledních minut za slovenského útočníka Marka Bakoše. Španělský celek zvítězil doma 1:0 gólem v samotném závěru. 8. listopadu 2012 přivítala Plzeň Hapoel Tel Aviv v odvetě na domácím hřišti a vyhrála 4:0, díky tomuto výsledku se posunula s 9 body o skóre na čelo tabulky před doposud vedoucí Atlético Madrid (které v souběžném zápase prohrálo v Coimbře 0:2). Izraelský celek hrál navíc od 41. minuty oslaben o jednoho hráče. Štípek nastoupil v základní sestavě a hrál do 67. minuty, kdy jej vystřídal Jakub Hora. Ve 31. minutě dostal žlutou kartu, ve 39. minutě se prezentoval fotbalověji, když po příhrávce Michala Ďuriše napálil míč po zemi do brány hostujícího gólmana Édela a zvýšil tak na průběžných 2:0. 22. listopadu nastoupil v Portugalsku v utkání proti Coimbře, po faulu na něj se kopal v 57. minutě pokutový kop, který proměnil Pavel Horváth. Zápas skončil 1:1, tento výsledek zajistil Plzni postup do jarní fáze Evropské ligy. 6. prosince 2012 odehrál závěr zápasu v Plzni proti Atléticu Madrid (výhra Viktorie Plzeň 1:0). Plzeň si tak se 13 body zajistila konečné 1. místo v tabulce skupiny B o 1 bod před druhým Atléticem. Viktoria nakonec vypadla z Evropské ligy v osmifinále s tureckým Fenerbahçe SK.

### FK Mladá Boleslav (hostování)
Pro sezónu 2013/14 odešel na hostování do FK Mladá Boleslav. V novém působišti debutoval v lize 22. července 2013 (1. kolo sezóny 2013/14) proti hostující Příbrami a připravil první gól domácích, když odcentroval z pravé strany na Jasmina Šćuka, který skóroval. Zápas skončil remízou 1:1. V zimní přestávce 2013/14 se z hostování vrátil zpět do Plzně.

### FC Hradec Králové (hostování)
Před sezonou 2014/2015 zamířil na roční hostování do FC Hradec Králové, tehdejšího nováčka nejvyšší soutěže. Po roce klub sestoupil do 2. ligy a hráče se vrátil z hostování zpět do Plzně. Za Votroky odehrál 25 ligových zápasů, ve kterých vsítil jeden gól.

### 1. FK Příbram (hostování)
V létě 2015 odešel hostovat do 1. FK Příbram. V týmu působil rok, během kterého nastoupil k 25 utkáním, ve kterých se střelecky neprosadil.

### FC Fastav Zlín
V červenci 2016 odešel na další hostování, tentokrát do moravského klubu FC Fastav Zlín. V srpnu 2016 se po přestupu Tomáše Poznara ze Zlína do Plzně stal od ledna 2017 kmenovým hráčem Fastavu.
Se zlínským týmem slavil v sezóně 2016/17 triumf v českém poháru.
V červnu 2017 přispěl k zisku další trofeje, premiérového Česko-slovenského Superpoháru (po zdolání Slovanu Bratislava).

## Reprezentační kariéra
Štípek nastupoval za české mládežnické výběry U16, U18, U19 a U21.